# Danubius Rádió (1986–2010)
A Danubius Rádió Magyarország első kereskedelmi rádiója volt, mely a 90-es évek, az új évezred és napjaink zenéjét sugározta, éjszakánként jazz valamint világzenei műsorral 2009-es megszűnéséig. A rádió 1986. július 1-jén indult a Magyar Rádió berkein belül, a kab-hegyi 100,5 MHz-en. Kezdetben a Balatonnál nyaraló kelet-német turistáknak szólt, egy évvel később, 1987-től elindult a magyar nyelvű adása is. Az 1990-es években átalakult a magyar médiapiac, megjelentek a kisebb kereskedelmi adók. Új médiatörvényt fogadtak el, amely értelmében megpályáztatták – többek között – a Danubius frekvenciáit is. A rádió sikeresen elnyerte az induló Sláger Rádió mellett az egyik országos jogosultságot és nem sokkal később kivált a Magyar Rádióból. A 2000-es évek első felében a leghallgatottabb magyar kereskedelmi rádió volt.
2009. október 28-án a Danubius és a Sláger Rádió elvesztette az 1997-ben elnyert országos frekvenciacsomagot. 2009. november 19-én a rádió hét napra elnémult, majd a világhálón kezdte újra műsorát. Az analóg adás megszűnése és az így kieső reklámbevételek következtében a rádiót működtető cég nem tudta fizetni a tartozásait, ezért csődeljárás alá vették. A tulajdonosok egy 2010 januári közgyűlésen elhatározták a rádió felszámolását, majd január 29-én leállították a honlap működését, és a Danubius Rádió végleg abbahagyta a műsorszolgáltatást.
A rádió vezérigazgatója Bartucz László, később Földes Ádám, program- és marketingigazgatója Tiszttartó Titusz volt.
2020-ban az internetes Nonstop Rádiót működtető cég megszerezte a Danubius márkanevet, így a brand közel 12 év után visszatért a magyar rádiós piacra.

## A rádió története

### Az ötlettől az indulásig
1985-ben Ausztriában született meg az első magyarországi kereskedelmi rádió ötlete. Ausztriában az ORF rádiós monopóliuma egészen 1998-ig teljes volt, ezért üzletemberek Magyarország nyugati részén szerettek volna létrehozni egy Ausztriában is hallható német nyelvű rádiót. Azzal a kéréssel keresték meg a Magyar Rádió vezetését, hogy az új rádióadót közösen alapítsák meg. Az ötlet tetszést keltett, hiszen ez jó befektetésnek tűnt, tekintettel a nyaranta Balatonhoz utazó nagy számú német nyelvű turistára, ezért a lehetőség a hirdetőket is vonzotta. Az osztrák fél azonban rejtélyes okból visszalépett, így az adót a Magyar Rádió egyedül hozta létre.
Az előkészületek februárban és márciusban kezdődtek meg. Az első hivatalos műsorsugárzás a Balatonnál 1986 júliusában indult a 100,5 MHz frekvencián a kab-hegyi adóról, német nyelven. A Radio Danubius turistáknak szóló rádió volt és a műsorideje 07:00-től 18:00-ig tartott, majd a turistaszezon végével, szeptemberben elhallgatott. Ebben az idősávban főleg zene, turistáknak szóló információk, hírek, időjárás-előrejelzés és természetesen reklámok szóltak. Ez volt az első, és még nagyon hosszú ideig az egyetlen folyamatos élő rádióműsor Magyarországon. Ez nem csak szerkesztői, de technikai szempontból is komoly kihívás volt. A Radio Danubius első évében olyan stúdióból volt kénytelen sugározni, amelyet előttük még senki nem próbált ki, hiszen akkor adták át, a Magyar Rádió új stúdióépületével együtt. Ezt az állapotot sokan csak ideiglenesnek vélték, mint ahogy a rádió működését is. Ekkoriban a Radio Danubiust sokan elbukott vállalkozásnak titulálták, de ezek a hangok elhalkultak, hiszen a Danubius terjeszkedni kezdett, mind szórásterületében, mind műsoridejében.

### Radio Danubius: Többnyelvű és sokszínű
1987-ben már egy újabb, állandóbbnak szánt stúdióból szólhatott a turista-rádió, biztosabb pozícióban lévő munkatársakkal. Változatlanul német nyelvű adását már április végén elkezdte sugározni, napi 15 órában. Ebben az évben már Budapesten is fogható volt az adás, minden nap 06:00-tól 21:00-ig egy újonnan létesült frekvencián (103.3 MHz) és Sopronban is, a 102 MHz-en. Ettől az évtől a Danubius adói a fennmaradó időben a Kossuth Rádió adását sugározták, valamint a szezon végeztével továbbra is sugárzott a rádió, de – a nyári szezontól eltérően – kizárólag magyar nyelven. A következő nyári szezonban újabb adó kapcsolódott a Radio Danubius sugárzásába: az 1988. április 15-én induló műsort már Szeged térségében is hallgathatták a 94.9 MHz-en, valamint 1989-ben már Debrecenben is a 103.5 MHz-en. Ugyanakkor ismét bővült a műsoridő is: már 05:00-től 02:00-ig szólt a Danubius, megváltozott műsorrenddel. A rádió már a német szezonban is 21:00-től 02:00-ig magyar nyelvű adással jelentkezett, sőt már napközben is megszólaltak magyar felhívások. 1989-ben még egy egyedülálló kísérletet is tettek a rádió kétnyelvűségének fenntartására. Egy viszonylag rövid periódusra leválasztották a Danubius Rádió többi adásáról a soproni adó műsorát, ahonnan ismét kizárólag német nyelven szólt az adás. Ezzel egyértelműen a határon túli közönséget célozták meg, ám a kísérlet nem váltotta be a hozzá fűzött reményeket. Gazdaságilag nem volt kifizetődő a két párhuzamos műsor készítése, így ez a fajta nyelvi megosztottság hamar megszűnt.
A zenék beszerzésében a német rádiók sokat segédkeztek. A hallgatók széles zenei palettát ismerhettek meg, attól függően, hogy a zenei szerkesztő mit választott. A zene mellett turista rádióhoz híven elsősorban turisztikai információkat, rövid híreket sok német vonatkozással, időjárási-, közlekedési-információkat sugároztak. A felmérések, kutatások ugyan hiányoztak még ebben az időszakban, így nem volt semmilyen objektív visszajelzés a műsorszerkezetről, zenei kínálatról. Ám a szubjektív visszajelzések egyre pozitívabbak lettek, és azt jelezték, hogy hamar megkedvelték a magyar hallgatók is ezt az új, háttérrádiós szórakoztató stílust. Az első műsorvezetők voltak többek között Fikár László, Boros Lajos, Bochkor Gábor, Kálmán Zsuzsa és Bánky Csaba.

### A rendszerváltás hírrádiója
1988 októberében új korszak kezdődött az addig már csak szezonálisan németül szóló Radio Danubius életében. 1987 őszétől már három frekvencián (Budapest 103.3, Balaton 100.5, Sopron 102.0 MHz) egész évben szólt, napi 21 órában, és zömmel magyarul. A műsoridő bővítése mellett tovább folyt a területi terjeszkedése is. A Magyar Rádió úgy döntött, hogy az új adók kihasználtsága érdekében kiveszi a körzeti adásokat, és itt is a Danubius programját kezdi el sugározni. Ezek az adók Szegeden és Debrecenben jöttek létre. A Danubius Rádió ekkoriban lett országos ismertségű rádió. Új műsorvezetők érkeztek a rádióhoz, a kezdeti stábban olyan emberek ülhettek mikrofon mögé, mint Kondor Katalin vagy Szilágyi János. A cél a kereskedelmi rádiók egyik fontos jellemzőjének, az egységes arculatnak a kialakítása volt.
1989 tavaszától, a turistaszezon kezdetével ismét felhangoztak a német nyelvű híradások. A Danubius ekkor még részben német nyelvű adó volt, így egyúttal foglalkoznia kellett a NDK-beli menekültek problémáival is. Hamarosan olyan fontossá vált ez a kérdés, hogy kilépett a hírek keretei közül, majd a Páneurópai piknik idején, augusztusban és szeptemberben folyamatosan erről szólt az adás. A német menekültek hasznos információkat kaptak többek között az ellátásukról, illetve az útlevélszerzési lehetőségeikről. Így a rádió kisebb hírközponttá alakult.
Hasonlóan fontos szerepet kapott a rádió a romániai forradalom kitörésekor, 1989 végén. Ekkor a magyar közönség csak a televízióban és az egyetlen élő rádióban, azaz a Danubiusban kísérhette nyomon a temesvári eseményeket, illetve az egész román forradalmat. 1990 őszén a taxisblokád alatt ez az adó szólt a tüntető taxikban is.

### Kereskedelmi rádiózás törvényi háttér nélkül
Az 1990-es évek elejére a rádió helyzete megszilárdult a Magyar Rádión belül. Már állandó stúdióval és szerkesztőkkel rendelkezett, ekkoriban azonban a Lakihegyről a 873 kHz-en sugárzott Calypso Rádió után újabb konkurensek jöttek létre. 1994-ben még a Danubius vezetett, egy évvel később azonban egyes mutatókban már jobbnak bizonyult a fővárosba költözött Juventus Rádió. A versengő kereskedelmi rádiók teret nyertek az állami rádiókkal szemben.
Az évtized közepére azonban egyre bizonytalanabb lett a Danubius helyzete és kereskedelmi jellege a Magyar Rádió szervezetén belül. Már 1989-ben leírták, hogy a Danubiust le kell választani a Magyar Rádióról, de ez csak a médiatörvény megalkotásával vált kötelezővé. A Magyar Országgyűlésben 1994-ben kezdték kidolgozni a jogszabályt. Ez a törvény több szempontból is befolyásolta a Danubius Rádió helyzetét, már megszületése előtt is. A különböző politikai hangok hamar egyetértettek abban, hogy a Magyar Rádió közszolgálati funkciójával nem összeegyeztethető a kereskedelmi csatorna fenntartása. Már az 1994-es év első felében tett törvényjavaslatok szerint 1995 végére pályázatot kellett volna kiírni a Danubius frekvenciáira. A Magyar Rádió vezetői rájöttek, hogy hamarosan meg kell válniuk a jól jövedelmező kereskedelmi adójuktól.
Mindeközben olyan egyéniségek kerültek műsorvezetői székbe, akik többen még a napig is a kereskedelmi rádiózás igazi sztárjai, és ezt nagy mértékben a Danubiusnak köszönhetik. Itt hallhatta például először az ország Geszti Péter hangját, de itt vezetett műsort Buza Sándor, Boros Lajos, Balázsy Panna, Szabó Tamás, Villám Géza, Rókusfalvy Pál, Rónai Egon, majd később Jáksó László, Dénes Tamás, Batki Zsolt, Jakupcsek Gabriella és még több tucat kiváló műsorkészítő is. Nekik nagy mértékben köszönhető az, hogy a Danubius volt a korszak legjövedelmezőbb rádiója, de ezt a törvényi szabályozás hiánya is elősegítette. A jó műsorvezetők a Danubius Rádiót a kor egyik legjövedelmezőbb kereskedelmi rádiójává tették. Ezt a sikert azonban nem csak a sztárműsorvezetőknek, hanem a hiányzó médiatörvénynek is köszönhette.

### A médiatörvénytől a koncessziós pályázatig – kiválás a Magyar Rádióból
1995-ben az Országgyűlés elfogadta az első médiatörvényt, amelynek köszönhetően lehetőség nyílt két országos kereskedelmi rádió létrehozására, viszont nem volt lehetőség többé arra, hogy a Magyar Rádió támogatását élvezze bármi módon is az adó. A bizonytalanság azonban érezhető volt a vezetés magatartásán is. A törvény hatálybalépésekor a Danubius Rádió igazgatója Dr. László József volt, aki korábban a Petőfi Rádió főszerkesztő-helyettese volt, ám néhány hét múlva már kifelé kacsingatott a rádióból. A bizalom hiányát is jelenti tehát, hogy senki nem vállalta a Danubius vezetését, mint egyedüli munkát. László József nem is várta meg a koncesszióba adás napját a Danubius élén, mert már 1997 márciusában lemondott. Pár hónappal később hagyta el a rádiót Kálmán Zsuzsa, aki a Danubius alakulásától kezdve a szerkesztőség vezetője volt.
A törvény megjelenése miatti feszültséget növelte a konkurencia is. A kiéleződő piaci versenyt szem előtt tartva a szerkesztők bevezették a nyugaton bevált, naponta ugyanabban az időpontban hallható sikeres műsortípust, az úgynevezett morning show-t. Az 1996-ban indult műsor a Cappuccino nevet viselte. A műsorvezetők, Boros Lajos és Bochkor Gábor, heti váltásban jelentkeztek. A Cappuccino-t a hallgatók megkedvelték, így a rádió törzshallgatóinak köre is gyarapodott. A sikeren felbuzdulva új műsor indult a Danubius Rádióban 14-18 óra között. A műsor a Jam címet kapta. Ebben a műsorban is két műsorvezető volt, heti váltásban.
Mindeközben pályázni kellett a két országos kereskedelmi frekvenciára, amihez a rádió vezetői befektetőket kerestek. Több potenciális vevővel való tárgyalás után végül a DMG Radio mellé álltak, itt látták ugyanis a legtöbb garanciát arra, hogy az általuk képviselt programelvek megvalósulhatnak. Megalakult az Országos Kereskedelmi Rádió Részvénytársaság nevű konzorcium, amelynek többségi tulajdonrészese lett a DMG Radio. További részvényesek volt egy angol befektetési alap, a Radiotrust, valamint magyar részről a Wallis Rt. és az OTP Bank. 1997. november 1-jén kiderült, hogy a Danubius Rádió elnyerte az egyik országos kereskedelmi frekvenciát, ehhez azonban teljesen függetlenedni kellett a Magyar Rádiótól. A másik országos kereskedelmi frekvenciát az újonnan induló Sláger Rádió nyerte.

### Új Danubius – a sikertörténet
1998 újév napjával kezdte meg műsorsugárzását az új konzorcium működtetésében a Danubius. Az OKR Rt. pályázata megnyerésekor építeni kezdte a Danubius Rádió új adóstúdióit, a Váci út 141. számú épületben, ahonnan 1998 márciusától szólt a rádió. Az új stúdiók digitális berendezései az egyszemélyes rádiózás követelményei szerint készültek, azaz a műsorvezetőnek kell az egész adást vezérelnie technikailag is.
A DMG Radio nagy hangsúlyt fektetett a Danubius műsorstruktúrájának kialakítására. Az előkutatások eredményei alapján határozták meg a Danubius Rádió formátumát: egy, az 1980-as és 1990-es évek zenéit játszó zenei rádió, melynek elsődleges célcsoportja a 25-34 éves korosztály, a másodlagos a 20-44 éves korosztály. Ezzel a Danubius történetében először kezdődhetett meg egy céltudatos műsorstruktúra kialakítása. A munka további részében is sokat merítettek az aprólékos felmérések eredményeiből. Külön kutatói cég figyelte a zenei program fogadtatását, amely szintén nélkülözhetetlen, hiszen az adásidő 63,5 százalékát adja. Ezen felmérések alapján a Danubius Rádió három zenei kategóriát választott: Pop Dance, Soft AC, és a magyar előadók dalait. Ezen a három kategórián belül is folyamatosan tesztelték az egyes dalokat, zenei auditóriumok, telefonos felmérések segítségével. A hírműsorok mellett a törvényileg kötelező közszolgálati műsorokból is többet vállaltak szerződésükben a műsorkészítők, így a piacon szereplő más kereskedelmi rádiókhoz mérten meglehetősen sok lett a megszólalás a Danubiusban. Ezt azonban a rádió hagyománya is megkövetelte, hiszen már első magyar műsorvezetői is olyan személyiségek voltak, akik önálló tartalmat képviseltek a zene mellett.
A tartalom megvalósítását olyan nevek garantálták az új éra első évében, mint Rókusfalvy Pál, Rónai Egon, Buza Sándor, Boros Lajos, Bochkor Gábor, Jáksó László, Dénes Tamás, akik mellé csatlakozott néhány új kolléga, mint Jakupcsek Gabriella vagy Garami Gábor. Az ő sikerüket bizonyítja, hogy 1998-ban a közönségszavazatok alapján a legjobb rádiós műsorvezető Bochkor Gábor, illetve a hölgyek között Jakupcsek Gabriella lett.
A közönség egyébként is fontos szerepet kapott a megújuló rádió életében. A Danubius Rádió több lépéssel próbált közelebb kerülni hallgatóihoz, amelyek közül talán a leglátványosabb az 1998 év nyarán zajlott Roadshow volt. Ezen a rendezvénysorozaton a rádió csapata bejárta az egész országot, minden nagyobb városban koncertekkel és élő játékokkal szórakoztatva a közönséget a Danubius Rádió mobil színpadán. A műsorvezetőket a Danubius Team tagjai kísérték el a Roadshow állomásaira. A Danubius Team szintén ebben az évben alakult, és azok a hazai zenészek, zenekarok, énekesek csatlakoztak hozzá, akiknek fontos volt az ország első kereskedelmi rádiója és annak közönsége. A tulajdonosváltás tehát nem megtörte a Danubius Rádió sikerét, hanem új lendületet adott neki.
A DMG később a teljes nemzetközi rádiós portfólióját – benne a Danubius Rádiót is – egy újabb szakmai befektetőnek, a GWR Csoportnak értékesítette. A GWR időszak alatt tovább erősödő, és piaci pozícióit végképp megszilárdító Danubius Rádió 2003 tavaszán egy rangos amerikai pénzügyi befektetőcsoport, az Advent International tulajdonába került.
1999 tavaszán Bochkor Gábor és Boros Lajos átigazolt a konkurens Sláger Rádióhoz, ahol útnak indították a Bumeráng című reggeli műsorukat. A megüresedett reggeli műsor Danubius Cappuccino Tripla néven folytatódott, ahol Jakupcsek Gabriella, Gundel Takács Gábor és Buza Sándor ébresztették a hallgatókat. A műsor 2003-ig Magyarország leghallgatottabb reggeli műsora volt.

### Országos kereskedelmi rádióként a 2000-es években
A 2000-es évek első felében a leghallgatottabb magyar kereskedelmi rádió volt a Danubius, majd az évek alatt a nagyobb lefedettségű Sláger Rádió behozta és megelőzte. Bár a rádiók vitatkoztak, hogy melyikük a hallgatottabb, a két országos rádió a hallgatók kedvence lett. A Danubius országjáró turnéja, a Danubius Karaván minden évben több helyszínre is ellátogatott, ahol az egésznapos programsorozat több ezer embert vonzott. Fellépők voltak a Danubius Rádió kedvelt magyar zenekarai, többek között az Irigy Hónaljmirigy, a Groovehouse, a NOX, a Crystal, Roy & Ádám és a Zanzibar. A koncertek mellett lehetett találkozni a rádió műsorvezetőivel és az adott napon a helyszínről szólt a Kívánságműsor is.
2008-ban újabb tulajdonosváltás történt, az Advent International eladta a Danubius Rádió 100%-át, amelyet az Accession Mezzanine Capital vásárolt meg.
Szintén ebben az évben rádió arculatot váltott. Ezt promotálva a Danubius kiadott egy saját zeneszámot Az én rádióm címmel, amelyet az egyik műsorvezető, Abaházi Csaba énekelt fel.
A Danubius reggeli műsorainak hallgatottsága 2003 óta rendszeresen alulmaradt a Sláger Rádió Bumerángja mellett. A Danubius Cappuccino Tripla megszűnése után viszonylag sok reggeli műsor volt hallható az adón, több műsorvezetővel. A Danubius Reggeli Triósban megfordult többek között Hepi Endre, Lilu, Lovász László és pár hónapig Sebestyén Balázs. A műsort a Danubius Csili váltotta, amelyben Ábel Anita, Kapócs Zsóka és Majka is megfordult. Itt vezetett először reggeli műsort Rákóczi Ferenc és Vágó Piros is, de hosszabb ideig Lovász László és Péter Petra volt hallható a műsorban. Nagyobb változás 2009 elején történt, amikor visszaigazolt a rádióhoz Sebestyén Balázs, és Rákóczi Ferenccel valamint Vadon Janival közösen útnak indították a Danubius Piritós című reggeli műsort, ami hamar a hallgatók kedvence lett. A műsor több név- és rádióváltáson keresztülment az évek alatt, ám azonos stábbal a mai napig hallható: 2016 óta a Rádió 1-en szól, Balázsék címmel.

### Az országos frekvencia elvesztése, a Danubius Rádió megszűnése
2009. október 28-án az Országos Rádió és Televízió Testület döntésének értelmében a Danubius és a Sláger Rádió elvesztették az országos kereskedelmi frekvenciák használati jogosultságait, mivel a kiírt pályázatot két új cég, az Advenio Zrt. és az FM1 Konzorcium nyerte el. A  döntés nagy felháborodást keltett a hallgatók körében és belpolitikai vitákat generált, mivel a testületben az eredményt az akkor kormányon lévő MSZP-s tagok szavazták meg a Fidesz és a KDNP segítségével. Mindkét rádió perre ment az eredmény ellen az ORTT-vel szemben, és lemondott Majtényi László, a testület elnöke. Bár ő személy szerint nem értett egyet a döntéssel és két nyertes pályázó kizárását kezdeményezte, a testület ezt leszavazta. A hallgatók aláírásgyűjtésbe kezdtek a pályázat eredményének megsemmisítése érdekében, sok autós és taxis kék és piros szalagot tűzött autójára, a két rádió mellett való kiállást szimbolizálva.
A pályázati döntés értelmében a két országos rádiónak 2009. november 18-án éjfélkor be kellett fejeznie a műsorszórást. A Danubius Rádió utolsó analóg sugárzási napján a Piritóst követően szinte az összes régi műsorvezető mikrofon mögé ült, hogy együtt búcsúzzanak a rádiótól. Újra hallható volt többek közt a Danubius Cappuccino Tripla csapata, Jakupcsek Gabriella, Gundel Takács Gábor és Buza Sándor, valamint sok év után Rónai Egon is. A Danubius Rádió analóg adása 23:59-kor némult el. Helyét a Class FM vette át, amely 2009. november 19-én éjfél után 1 perccel kezdte meg a műsorszórást.
A megszűnés körüli botrány továbbra se csitult, és elkezdődött a két rádió ORTT-vel szembeni pereskedése. A döntés törvénytelen voltát első fokon a Fővárosi Bíróság mondta ki 2010. január 19-én, fél évvel később másodfokon a Fővárosi Ítélőtábla az elsőfokú ítéletet megerősítette, ami jogerőre emelkedett. Ennek ellenére – mivel polgári és nem közigazgatási bíróság ítélkezett – nem volt lehetőség a per keretében az ORTT-t az eredeti állapot helyreállítására kötelezni.
A rádió egy héttel az analóg lekapcsolás után újraindult az interneten, a danubius.hu oldalon. Mivel a műsorvezetők jelentős része a Class FM-hez igazolt át, az internetes adást javarészt a megmaradt műsorvezetők mellett a hírszerkesztők készítették és többségében csak zenét sugároztak. Bíztak abban, hogy a frekvenciát visszakaphatják, és ebben az elsőfokú bírósági ítélet is megerősítette őket. A rádió azonban addigra tetemes adósságot halmozott fel, mert az internetes sugárzással már nem tudták kitermelni a működéshez szükséges bevételt. Ennek következtében 2010. január 29-én megszüntették az internetes sugárzást is, így a Danubius Rádió közel 24 év után végleg elnémult.
Bár voltak azzal kapcsolatban találgatások, hogy a Danubius Rádió valamikor még visszatérhet, hiszen a céget nem szüntették meg a történtek ellenére, de ez végül nem következett be. Évekkel később, 2020 júniusában a Danubius Rádió Műsorszolgáltató Zrt. adószámát a NAV törölte, illetve kezdeményezte a cégbíróságon történő megszűnését, ami azután jogerőre is emelkedett, így a műsorszolgáltató cég megszűnt.

### A Danubius brand visszatérése
2021. január 4-én kiderült, hogy a Danubius név visszatér a magyar rádiós piacra, ugyanis a Nonstop Rádió üzemeltetője bejelentette, hogy az adó februártól felvette az egykori országos rádió nevét, miután a brand az eredeti cég megszűnése miatt felszabadult. Az online Danubius Rádió a korábbi országos rádió ellenére nem sugároz szöveges tartalmakat és híreket sem.

## Lefedettség és frekvenciák
A Danubius Rádió 24 órában ultrarövidhullámon (FM) 11 adótoronyról 75%-os országos lefedettséggel sugározta a műsorait, és az interneten is hallgatható volt. A frekvenciák:
- Budapest FM 103,3 MHz
- Debrecen FM 101,1 MHz
- Győr FM 101,4 MHz
- Kab-hegy FM 100,5 MHz
- Kékes FM 104,7 MHz
- Komádi FM 101,6 MHz
- Miskolc FM 98,3 MHz
- Pécs FM 105,5 MHz
- Sopron FM 102,0 MHz
- Szeged FM 94,9 MHz
- Tokaj FM 103,5 MHz

## A rádió hangjai

### Műsorvezetők
Az alábbi műsorvezetők az analóg sugárzás végéig voltak a rádió munkatársai:
- Abaházi Csaba – Danubius Kívánságműsor, Hajrá magyarok!
- Argyelán Kriszta – Danubius Délután
- Garami Gábor – Hétvégi Kívánságműsor
- Jáksó László – Jáksó HOT20
- Rákóczi Ferenc – Danubius Piritós
- Sebestyén Balázs – Danubius Piritós
- Szani Roland – Danubius Light, Danubius Light Kultúr Extra
- Vadon János – Danubius Piritós
- Vágó Piros – Hétvége Reggel

#### Korábbi műsorvezetők
- Ábel Anita – Danubius Csili
- Buza Sándor – Danubius Cappuccino Tripla
- Csorba Miklós – 40 király, Danubius Light
- Fülöp Bea – Danubius Csevegő
- Gundel Takács Gábor – Danubius Cappuccino Tripla
- Hepi Endre (Lukács Zsolt) – Danubius Reggeli Triós
- Jakupcsek Gabriella – Danubius Cappuccino Tripla
- Kaldenecker Antal – 40 Király, Antidepresszáns, Danubius Duplaszaltó, Kaldenecker Esti Show
- Kapócs Zsóka – Danubius Csili
- Karlovits Zsolt – Danubius Hétvége, Danubius Ízvadász, Danubius Light
- Lilu – Danubius Reggeli Triós
- Lovász László – Danubius Reggeli Triós, Danubius Csili
- Majka – Danubius Csili
- Murányi Mariann – Danubius Fórum
- Péter Petra – Danubius Duplaszaltó, Danubius Ízvadász, Hétvége Reggel
- Seres Gerda – Hidak
- Világi Péter – Hétköznap esti kívánságműsor, Van az a pénz!
- Vincze Kinga – Danubius Fórum
- Vályi Zsolt (Márk) -- vasárnapi filmes műsor 18-22 ig

#### További híres műsorvezetők
- Batki Zsolt
- Bánky Csaba
- Bochkor Gábor
- Boros Lajos
- Balázsy Panna
- Csizinszky Éva
- Dénes Tamás
- Fikár László
- Geszti Péter
- Iller Bálint
- Kajárik Andrea
- Kálmán Zsuzsa
- Komjáthy György
- Szabó Tamás
- Rókusfalvy Pál
- Rónai Egon
- Villám Géza

### Danubius Hírszolgálat
A rádióállomás zenei szolgáltatásai mellett önmagának közszolgálati jelleget kölcsönözve, az ország második leghallgatottabb hírösszefoglalóját nyújtva, rendszeres hírszolgáltatásokkal, meteorológiai tájékoztatásokkal jelentkezett. A Danubius Rádió számára a saját hírszerkesztőségben készültek a hírek, melyek az adáson kívül a rádió weblapján és a DH weboldalán is megjelentek, ahol vissza is lehetett azokat hallgatni.
Elhíresült szlogenjük: "Friss hírek, információk – itt a Danubius Hírszolgálat."

#### Hírszerkesztők
- Fülöp Attila – hírigazgató
- Belyó Barbara
- Miklya György
- Monori Maja
- Novák József
- Tölgyi Kriszta
- Varga T. Márta
- Steindl Erich – napi tudósító, riporter

#### Sportszerkesztők
- Molnár Mátyás
- Németh Miklós
- Szőke Viktória
- Vobeczky Zoltán

### Technikai munkatársak
- Csík Gabriella – zenei szerkesztő
- Gállfy Laura – szerkesztő
- Lázár Betty – zenei szerkesztő
- Németh Ákos – szerkesztő-riporter
- Nováki Jules – produkciós asszisztens
- Ponyiczki Anna – szerkesztő

## Műsorrend
A 2009. novemberi műsorrend az azóta megszűnt hivatalos weboldal és a PORT.hu szerint:
|             | Hétfő                       | Kedd                        | Szerda                      | Csütörtök                   | Péntek                      | Szombat               | Vasárnap              |
| ----------- | --------------------------- | --------------------------- | --------------------------- | --------------------------- | --------------------------- | --------------------- | --------------------- |
| 00:00-02:00 | Danubius Zenetár            | Danubius Zenetár            | Danubius Zenetár            | Danubius Zenetár            | Danubius Zenetár            | Danubius Zenetár      | Danubius Zenetár      |
| 02:00-03:00 | Jazz óra                    | Jazz óra                    | Jazz óra                    | Jazz óra                    | Jazz óra                    | Jazz óra              | Jazz óra              |
| 03:00-04:00 | Világzenei óra              | Világzenei óra              | Világzenei óra              | Világzenei óra              | Világzenei óra              | Világzenei óra        | Világzenei óra        |
| 04:00-05:00 | Danubius Zenetár            | Danubius Zenetár            | Danubius Zenetár            | Danubius Zenetár            | Danubius Zenetár            | Danubius Zenetár      | Danubius Zenetár      |
| 05:00-05:30 | Magyar zenei óra            | Magyar zenei óra            | Magyar zenei óra            | Magyar zenei óra            | Magyar zenei óra            | Magyar zenei óra      | Magyar zenei óra      |
| 05:30-06:30 | Danubius Piritós            | Danubius Piritós            | Danubius Piritós            | Danubius Piritós            | Danubius Piritós            | Hétvége Reggel        | Hétvége Reggel        |
| 06:30-06:45 | Hírösszefoglaló             | Hírösszefoglaló             | Hírösszefoglaló             | Hírösszefoglaló             | Hírösszefoglaló             | Hírösszefoglaló       | Hírösszefoglaló       |
| 06:45-10:00 | Danubius Piritós            | Danubius Piritós            | Danubius Piritós            | Danubius Piritós            | Danubius Piritós            | Hétvége Reggel        | Hétvége Reggel        |
| 10:00-12:00 | Kívánságműsor               | Kívánságműsor               | Kívánságműsor               | Kívánságműsor               | Kívánságműsor               | Hétvége Reggel        | Hétvége Reggel        |
| 12:00-15:00 | Kívánságműsor               | Kívánságműsor               | Kívánságműsor               | Kívánságműsor               | Kívánságműsor               | Hétvégi Kívánságműsor | Hétvégi Kívánságműsor |
| 15:00-18:00 | Danubius Délután            | Danubius Délután            | Danubius Délután            | Danubius Délután            | Danubius Délután            | Hétvégi Kívánságműsor | Hétvégi Kívánságműsor |
| 18:00-20:00 | Jáksó HOT20                 | Jáksó HOT20                 | Jáksó HOT20                 | Jáksó HOT20                 | Jáksó HOT20                 | Jáksó HOT20           | Jáksó HOT20           |
| 20:00-22:00 | Danubius Light              | Danubius Light              | Danubius Light              | Danubius Light              | Danubius Light              | Danubius Light        | Hajrá magyarok!       |
| 22:00-23:45 | Danubius Light Kultúr Extra | Danubius Light Kultúr Extra | Danubius Light Kultúr Extra | Danubius Light Kultúr Extra | Danubius Light Kultúr Extra | Danubius Light        | Hajrá magyarok!       |
| 23:45-24:00 | Hírösszefoglaló             | Hírösszefoglaló             | Hírösszefoglaló             | Hírösszefoglaló             | Hírösszefoglaló             | Hírösszefoglaló       | Hírösszefoglaló       |

### Kiegészítő információk
- A rádió óránként jelentkezett saját szerkesztésű hírekkel, a reggelente félóránként friss közlekedési hírekkel és időjárással. Reggel 6 és este 10 óra között élő, éjszaka előre felmondott híreket sugároztak. Ezenkívül naponta kétszer, 06:30-kor és 23:45-kor negyedórás hírösszefoglaló volt hallható részletes sport- és közlekedési hírekkel, valamint időjárás jelentéssel. A reggeli hírblokk élő volt, míg a késő esti felvételről szólt.

## A Danubius Rádió zenei stílusa, célcsoportjai
A Danubius Rádió a 90-es évek, az új évezred és napjaink zenéjét játszó rádió volt. Műfaját tekintve Soft AC és Pop/Dance dalokat játszott külön figyelmet fordítva a magyar előadók dalaira.
A rádió gyakran elsőként illesztette műsorába a legújabb slágergyanús szerzeményeket, bár túlnyomó részben a már mindenki által kedvelt és ismert dalok voltak hallhatók. Egyedülálló volt a magyar rádióállomások között a Danubius éjszakai zenei programja, ahol minden hajnalban egy óra jazz és egy óra világzene volt hallható. A Danubius Rádió folyamatosan tesztelte a leadott zenéket, hogy a zenékkel kapcsolatban milyen a hallgatók reakciója.
A Danubius Rádió célcsoportjai:
- Az elsődleges csoport: 25-34 éves korosztály, erről a korosztályról általánosan elmondható, hogy kezdettől fogva a Danubius Rádió lelkes híve volt.[51]
- A másodlagos csoport: a 20-44 éves korosztály.

### Milyen a Danubius Rádió hallgatója?
A rádió saját weboldalán így írt a saját hallgatóiról:

„Általánosságban elmondható, hogy a Danubius elsősorban a legalább középiskolai végzettséggel rendelkező városi lakosok rádiója. Ez a korosztály Magyarország fejlődése szempontjából a legfontosabb, nagy vásárlóerővel rendelkező, dinamikus és minden újra fogékony társadalmi réteg. A hallgató jobbá kívánja tenni életét, sikerre és beteljesülésre vágyik kapcsolataiban, munkájában egyaránt. Nyitott a modern világ iránt, de őrzi a hagyományos értékeket is. A Danubius hallgatója vásárló és döntéshozó, akinek van stílusa, továbbá igényes önmagával és környezetével szemben.”

– Danubius Online, A Danubius Rádió zenei stílusa, célcsoportjai